# AGIL Volley 2014-2015
Questa voce raccoglie le informazioni riguardanti l'AGIL Volley nelle competizioni ufficiali della stagione 2014-2015.

## Stagione
La stagione 2014-15 è per l'AGIL Volley, sponsorizzata dalla Igor Gorgonzola, la quarta, la seconda consecutiva, in Serie A1: confermato l'allenatore Luciano Pedullà, la rosa viene completamente stravolta con le uniche conferme di Mi-Na Kim e Valeria Alberti; tra le cessioni quelle di Kelly Murphy, Tereza Vanžurová, Ivana Miloš, Gilda Lombardo, Sara Paris e Valeria Rosso, mentre tra gli acquisti quelli di Martina Guiggi, Katarina Barun, Kimberly Hill, Alexandra Klineman, Stefania Sansonna, Cristina Chirichella e Noemi Signorile.

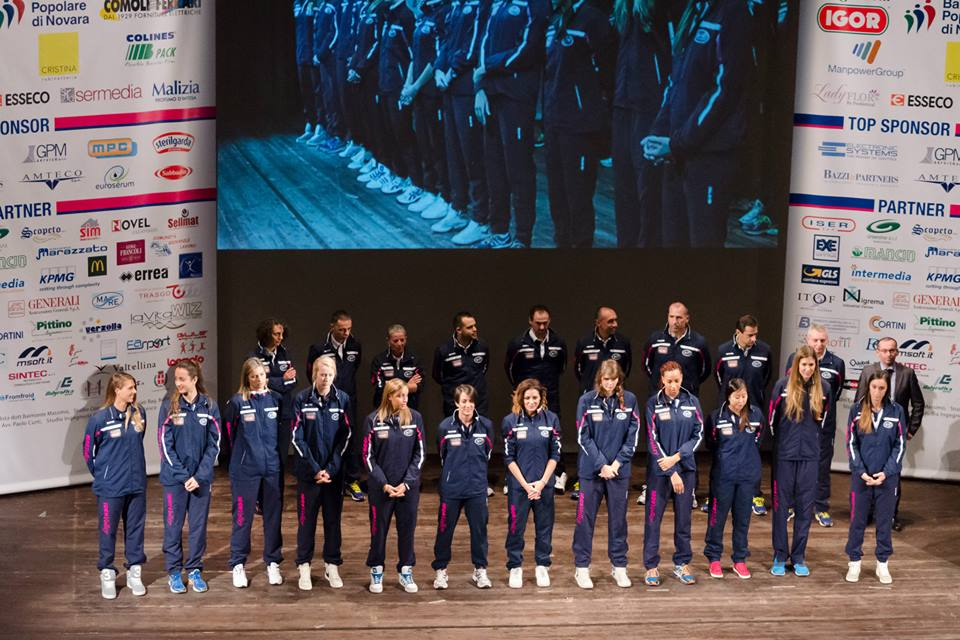
L'AGIL Volley durante la presentazione all'inizio della stagione

Il girone di andata del campionato vede la formazione di Novara sempre vittoria, eccetto in un'unica occasione, all'ottava giornata, quando viene sconfitta per 3-1 dalla LJ Volley, e solo una volta una gara si conclude al tie-break, quella della seconda giornata contro l'Azzurra Volley San Casciano: il primo posto in classifica consente anche la qualificazione alla Coppa Italia. La situazione non cambia neanche nel girone di ritorno: si registrano tutte vittorie e solo due sconfitte alla quattordicesima giornata, in casa, contro la Futura Volley Busto Arsizio e alla ventunesima giornata, in trasferta, contro l'Imoco Volley; il club si conferma al termine della regular season al primo posto in classifica. Il percorso nei play-off scudetto è netto: supera in due gare, nei quarti di finale, il Volley Bergamo e, nelle semifinali, in tre gare, il River Volley; nella serie finale incontra il Volleyball Casalmaggiore: le squadre vincono le sfida disputate in casa e perdono quelle disputate in trasferta, ma in gara 5, giocata a Novara, è la formazione di Casalmaggiore ad avere la meglio, vincendo per 3-1, aggiudicandosi lo scudetto.
Il primo posto al termine del girone di andata della Serie A1 2014-15 consente all'AGIL Volley di prendere parte alla Coppa Italia; nei quarti di finale vince la gara di andata per 3-0 contro il Promoball Volleyball Flero, ma perde quella di ritorno per 3-1: tuttavia si qualifica alla Final Four di Rimini grazie ad un miglior quoziente set: nelle semifinali ha la meglio sull'Imoco Volley, mentre in finale batte per 3-1 la LJ Volley, aggiudicandosi il trofeo per la prima volta.
Il quarto posto al termine della regular season e l'uscita nelle semifinali nella Serie A1 2013-14 permette alla squadra piemonte di qualificarsi alla Challenge Cup: tuttavia a seguito della rinuncia del Volley Bergamo viene ripescata in Coppa CEV; nei sedicesimi di finale viene sconfitta sia all'andata che al ritorno dalla Ženskij volejbol'nyj klub Dinamo Krasnodar venendo eliminata dalla competizione, accedendo però alla Challenge Cup. Nel terzo torneo europeo per importanza supera nei sedicesimi di finale, con un doppio 3-0, l'ASPTT Mulhouse, mentre negli ottavi di finale perde la sfida di andata contro l'Alterno, ma vince poi quella di ritorno ed il conseguente Golden set; viene eliminata dalla competizione a seguito della doppia sconfitta rimediata nei quarti di finale contro lo Schweriner Sportclub.

## Organigramma societario
Area direttiva
- Presidente: Giovanna Saporiti
- Vicepresidente: Monica Loro
- Staff amministrativo: Paola Gatti, Laura Saporiti, Fabrizio Zucconi, Vincenzo Lassandro

Area organizzativa
- Team manager: Enrico Marchioni
- Direttore sportivo: Enrico Marchioni
- Logistica: Enzo Lassandro

Area tecnica
- Allenatore: Luciano Pedullà
- Allenatore in seconda: Daniele Adami
- Assistente allenatore: Roberto Pesce
- Scoutman: Davide Fossale
- Aiuto scoutman: Fabio Iasi

Area comunicazione
- Ufficio stampa: Giuseppe Maddaluno, Pasquale Bono
- Webmaster: Vincenzo Lassandro
- Area grafica: Sandra Luzzani, Claudia Miglio

Area marketing
- Ufficio marketing: Paolo Esposito

Area sanitaria
- Medico: Laura Trentani
- Coordinatore medico: Stefania Bobini
- Preparatore atletico: Alessandro Contadin
- Fisioterapista: Claudia Clerici
- Coordinatore fisioterapico: Fabio Mancin

## Rosa
| N° | Nome                 | Ruolo | Data di nascita  | Nazionalità sportiva |
| -- | -------------------- | ----- | ---------------- | -------------------- |
| 1  | Laura Partenio       | S     | 29 dicembre 1991 | Italia               |
| 2  | Alexandra Klineman   | S     | 30 dicembre 1989 | Stati Uniti          |
| 5  | Mi-Na Kim            | P     | 4 febbraio 1984  | Italia               |
| 7  | Martina Guiggi       | C     | 1º maggio 1984   | Italia               |
| 9  | Sara Bonifacio       | C     | 3 luglio 1996    | Italia               |
| 10 | Cristina Chirichella | C     | 10 febbraio 1994 | Italia               |
| 11 | Stefania Sansonna    | L     | 1º novembre 1982 | Italia               |
| 12 | Valeria Alberti      | L     | 9 maggio 1984    | Italia               |
| 13 | Noemi Signorile      | P     | 15 febbraio 1990 | Italia               |
| 15 | Kimberly Hill        | S     | 30 novembre 1989 | Stati Uniti          |
| 17 | Katarina Barun       | S/O   | 1º dicembre 1983 | Croazia              |
| 18 | Elisa Zanette        | S/O   | 17 dicembre 1996 | Italia               |

## Mercato
| Acquisti | Acquisti             | Acquisti         | Acquisti   |
| R.       | Nome                 | da               | Modalità   |
| -------- | -------------------- | ---------------- | ---------- |
| S/O      | Katarina Barun       | Lokomotiv Baku   | definitivo |
| C        | Sara Bonifacio       | Club Italia      | definitivo |
| C        | Cristina Chirichella | Ornavasso        | definitivo |
| C        | Martina Guiggi       | Guangdong Hengda | definitivo |
| S        | Kimberly Hill        | Atom Trefl Sopot | definitivo |
| S        | Alexandra Klineman   | inattiva         | definitivo |
| S        | Laura Partenio       | RC Cannes        | definitivo |
| L        | Stefania Sansonna    | River            | definitivo |
| P        | Noemi Signorile      | Ornavasso        | definitivo |
| S/O      | Elisa Zanette        | Volleyrò         | definitivo |

| Cessioni | Cessioni            | Cessioni         | Cessioni   |
| R.       | Nome                | a                | Modalità   |
| -------- | ------------------- | ---------------- | ---------- |
| S        | Chiara Bellei       | -                | ritirata   |
| C        | Luisa Casillo       | -                | ritirata   |
| S        | Gilda Lombardo      | -                | ritirata   |
| S        | Costanza Manfredini | Beng Rovigo      | definitivo |
| C        | Ivana Miloš         | Bursa BB         | definitivo |
| P        | Lena Möllers        | Neruda           | definitivo |
| O        | Kelly Murphy        | Ageo Medics      | definitivo |
| L        | Sara Paris          | Soverato         | definitivo |
| S        | Valeria Rosso       | Lokomotiv Baku   | definitivo |
| C        | Maja Tokarska       | Atom Trefl Sopot | definitivo |
| S/O      | Tereza Vanžurová    | Savino Del Bene  | definitivo |

## Risultati

### Serie A1

#### Girone di andata
| 1ª giornata - 2 novembre 2014 PalaFarina, Viadana         | Casalmaggiore | 1 - 3 | AGIL                | 25-19, 21-25, 25-27, 23-25       |
| 2ª giornata - 8 novembre 2014 PalaTerdoppio, Novara       | AGIL          | 3 - 2 | San Casciano        | 25-27, 25-11, 25-18, 21-25, 15-5 |
| 3ª giornata - 15 novembre 2014 PalaYamamay, Busto Arsizio | Busto Arsizio | 0 - 3 | AGIL                | 12-25, 15-25, 24-26              |
| 4ª giornata - 19 novembre 2014 PalaTerdoppio, Novara      | AGIL          | 3 - 0 | Robur Tiboni Urbino | 25-14, 25-18, 25-16              |
| 5ª giornata - 22 novembre 2014 PalaBanca, Piacenza        | River         | 1 - 3 | AGIL                | 20-25, 17-25, 25-19, 20-25       |
| 6ª giornata - 30 novembre 2014 PalaGeorge, Montichiari    | Flero         | 1 - 3 | AGIL                | 16-25, 15-25, 25-19, 15-25       |
| 7ª giornata - 3 dicembre 2014 PalaTerdoppio, Novara       | AGIL          | 3 - 0 | Savino Del Bene     | 25-15, 25-18, 25-18              |
| 8ª giornata - 7 dicembre 2014 PalaPanini, Modena          | LJ            | 3 - 1 | AGIL                | 25-23, 25-20, 16-25, 25-20       |
| 9ª giornata - 14 dicembre 2014 PalaTerdoppio, Novara      | AGIL          | 3 - 0 | Bergamo             | 25-13, 25-19, 25-19              |
| 10ª giornata - 20 dicembre 2014 PalaTerdoppio, Novara     | AGIL          | 3 - 0 | Imoco               | 25-23, 25-18, 25-21              |
| 11ª giornata - 26 dicembre 2014 PalaRomiti, Forlì         | Forlì         | 1 - 3 | AGIL                | 10-25, 25-21, 22-25, 18-25       |

#### Girone di ritorno
| 12ª giornata - 4 gennaio 2015 PalaTerdoppio, Novara               | AGIL                | 3 - 0 | Casalmaggiore | 25-14, 27-25, 25-9                |
| 13ª giornata - 11 gennaio 2015 Nelson Mandela Forum, Firenze      | San Casciano        | 0 - 3 | AGIL          | 17-25, 21-25, 14-25               |
| 14ª giornata - 18 gennaio 2015 PalaTerdoppio, Novara              | AGIL                | 2 - 3 | Busto Arsizio | 25-22, 19-25, 25-22, 16-25, 9-15  |
| 15ª giornata - 24 gennaio 2015 PalaMondolce, Urbino               | Robur Tiboni Urbino | 0 - 3 | AGIL          | 20-25, 17-25, 20-25               |
| 16ª giornata - 7 febbraio 2015 PalaTerdoppio, Novara              | AGIL                | 3 - 1 | River         | 25-23, 18-25, 25-12, 25-18        |
| 17ª giornata - 15 febbraio 2015 PalaTerdoppio, Novara             | AGIL                | 3 - 0 | Flero         | 25-19, 25-19, 25-22               |
| 18ª giornata - 22 febbraio 2015 Palazzetto dello Sport, Scandicci | Savino Del Bene     | 2 - 3 | AGIL          | 24-26, 25-21, 31-29, 14-25, 12-15 |
| 19ª giornata - 8 marzo 2015 PalaTerdoppio, Novara                 | AGIL                | 3 - 2 | LJ            | 25-23, 25-11, 19-25, 19-25, 15-13 |
| 20ª giornata - 14 marzo 2015 PalaNorda, Bergamo                   | Bergamo             | 1 - 3 | AGIL          | 22-25, 25-20, 28-30, 22-25        |
| 21ª giornata - 22 marzo 2015 PalaVerde, Villorba                  | Imoco               | 3 - 2 | AGIL          | 21-25, 27-25, 25-23, 21-25, 20-18 |
| 22ª giornata - 29 marzo 2015 PalaTerdoppio, Novara                | AGIL                | 3 - 0 | Forlì         | 25-16, 25-14, 25-16               |

#### Play-off scudetto
| Quarti di finale (gara 1) - 4 aprile 2015 PalaTerdoppio, Novara | AGIL          | 3 - 1 | Bergamo       | 18-25, 25-21, 25-15, 25-21        |
| Quarti di finale (gara 2) - 12 aprile 2015 PalaNorda, Bergamo   | Bergamo       | 1 - 3 | AGIL          | 26-28, 25-23, 22-25, 19-25        |
| Semifinali (gara 1) - 18 aprile 2015 PalaTerdoppio, Novara      | AGIL          | 3 - 0 | River         | 25-18, 25-15, 26-24               |
| Semifinali (gara 2) - 21 aprile 2015 PalaBanca, Piacenza        | River         | 1 - 3 | AGIL          | 21-25, 25-23, 20-25, 24-26        |
| Semifinali (gara 3) - 25 aprile 2015 PalaTerdoppio, Novara      | AGIL          | 3 - 0 | River         | 25-19, 25-16, 25-14               |
| Finale (gara 1) - 2 maggio 2015 PalaTerdoppio, Novara           | AGIL          | 3 - 2 | Casalmaggiore | 23-25, 25-20, 23-25, 25-20, 15-13 |
| Finale (gara 2) - 5 maggio 2015 PalaRadi, Cremona               | Casalmaggiore | 3 - 1 | AGIL          | 20-25, 31-29, 25-21, 25-18        |
| Finale (gara 3) - 9 maggio 2015 PalaTerdoppio, Novara           | AGIL          | 3 - 1 | Casalmaggiore | 25-19, 23-25, 25-19, 25-17        |
| Finale (gara 4) - 12 maggio 2015 PalaRadi, Cremona              | Casalmaggiore | 3 - 2 | AGIL          | 25-19, 22-25, 25-21, 20-25, 16-14 |
| Finale (gara 5) - 16 maggio 2015 PalaTerdoppio, Novara          | AGIL          | 1 - 3 | Casalmaggiore | 23-25, 25-22, 23-25, 20-25        |

### Coppa Italia

#### Fase a eliminazione diretta
| Quarti di finale (andata) - 1º febbraio 2015 PalaGeorge, Montichiari | Flero | 0 - 3 | AGIL  | 15-25, 23-25, 18-25        |
| Quarti di finale (ritorno) - 4 febbraio 2015 PalaTerdoppio, Novara   | AGIL  | 1 - 3 | Flero | 25-22, 16-25, 31-33, 22-25 |
| Semifinali - 28 febbraio 2015 105 Stadium, Rimini                    | AGIL  | 3 - 1 | Imoco | 25-21, 27-25, 20-25, 26-24 |
| Finale - 1º marzo 2015 105 Stadium, Rimini                           | AGIL  | 3 - 1 | LJ    | 25-19, 28-30, 30-28, 25-23 |

### Coppa CEV

#### Fase a eliminazione diretta
| Sedicesimi di finale (andata) - 12 novembre 2014 PalaTerdoppio, Novara           | AGIL             | 1 - 3 | Dinamo Krasnodar | 25-20, 20-25, 19-25, 15-25       |
| Sedicesimi di finale (ritorno) - 25 novembre 2014 Dvorec sporta Olimp, Krasnodar | Dinamo Krasnodar | 3 - 2 | AGIL             | 25-21, 17-25, 27-25, 19-25, 15-8 |

### Challenge Cup

#### Fase a eliminazione diretta
| Sedicesimi di finale (andata) - 10 dicembre 2014 PalaTerdoppio, Novara        | AGIL           | 3 - 0 | ASPTT Mulhouse | 25-15, 25-18, 25-11                 |
| Sedicesimi di finale (ritorno) - 17 dicembre 2014 Palais des Sports, Mulhouse | ASPTT Mulhouse | 0 - 3 | AGIL           | 22-25, 22-25, 22-25                 |
| Ottavi di finale (andata) - 14 gennaio 2015 Mheenhal, Apeldoorn               | Alterno        | 3 - 1 | AGIL           | 25-21, 25-17, 22-25, 25-16          |
| Ottavi di finale (ritorno) - 21 gennaio 2015 PalaTerdoppio, Novara            | AGIL           | 3 - 0 | Alterno        | 25-15, 25-11, 25-9 Golden set: 15-5 |
| Quarti di finale (andata) - 4 marzo 2015 PalaTerdoppio, Novara                | AGIL           | 1 - 3 | Schweriner     | 26-24, 15-25, 19-25, 22-25          |
| Quarti di finale (ritorno) - 10 marzo 2015 Arena Schwerin, Schwerin           | Schweriner     | 3 - 2 | AGIL           | 23-25, 15-25, 25-23, 25-20, 15-11   |

## Statistiche

### Statistiche di squadra
| Competizione  | Punti | In casa | In casa | In casa | In trasferta | In trasferta | In trasferta | Totale | Totale | Totale |
| Competizione  | Punti | G       | V       | P       | G            | V            | P            | G      | V      | P      |
| ------------- | ----- | ------- | ------- | ------- | ------------ | ------------ | ------------ | ------ | ------ | ------ |
| Serie A1      | 56    | 17      | 15      | 2       | 15           | 11           | 4            | 32     | 26     | 6      |
| Coppa Italia  | -     | 1       | 0       | 1       | 1            | 1            | 0            | 4      | 3      | 1      |
| Coppa CEV     | -     | 1       | 0       | 1       | 1            | 0            | 1            | 2      | 0      | 2      |
| Challenge Cup | -     | 3       | 2       | 1       | 3            | 1            | 2            | 6      | 3      | 3      |
| Totale        | -     | 22      | 17      | 5       | 20           | 13           | 7            | 44     | 32     | 12     |

G = partite giocate; V = partite vinte; P = partite perse

### Statistiche dei giocatori
| Giocatore      | Serie A1 | Serie A1 | Serie A1 | Serie A1 | Serie A1 | Coppa Italia | Coppa Italia | Coppa Italia | Coppa Italia | Coppa Italia | Coppa CEV | Coppa CEV | Coppa CEV | Coppa CEV | Coppa CEV | Challenge Cup | Challenge Cup | Challenge Cup | Challenge Cup | Challenge Cup | Totale | Totale | Totale | Totale | Totale |
| Giocatore      | P        | PT       | AV       | MV       | BV       | P            | PT           | AV           | MV           | BV           | P         | PT        | AV        | MV        | BV        | P             | PT            | AV            | MV            | BV            | P      | PT     | AV     | MV     | BV     |
| -------------- | -------- | -------- | -------- | -------- | -------- | ------------ | ------------ | ------------ | ------------ | ------------ | --------- | --------- | --------- | --------- | --------- | ------------- | ------------- | ------------- | ------------- | ------------- | ------ | ------ | ------ | ------ | ------ |
| V. Alberti     | 26       | -        | -        | -        | -        | 3            | -            | -            | -            | -            | 2         | -         | -         | -         | -         | 6             | 5             | 3             | 2             | 0             | 37     | 5      | 3      | 2      | 0      |
| K. Barun       | 32       | 602      | 501      | 63       | 38       | 4            | 73           | 61           | 7            | 5            | 2         | 32        | 30        | 1         | 1         | 5             | 86            | 76            | 4             | 6             | 43     | 793    | 668    | 75     | 50     |
| S. Bonifacio   | 23       | 34       | 20       | 11       | 3        | 4            | 6            | 4            | 2            | 0            | 1         | 4         | 2         | 0         | 2         | 6             | 32            | 16            | 13            | 3             | 34     | 76     | 42     | 26     | 8      |
| C. Chirichella | 32       | 261      | 159      | 85       | 17       | 4            | 32           | 20           | 12           | 0            | 2         | 13        | 3         | 4         | 6         | 4             | 43            | 25            | 14            | 4             | 43     | 349    | 207    | 115    | 27     |
| M. Guiggi      | 30       | 309      | 204      | 90       | 15       | 4            | 27           | 19           | 8            | 0            | 2         | 11        | 4         | 5         | 2         | 3             | 28            | 20            | 6             | 2             | 39     | 375    | 247    | 109    | 19     |
| K. Hill        | 31       | 402      | 357      | 23       | 22       | 4            | 70           | 67           | 3            | 0            | 2         | 28        | 23        | 2         | 3         | 4             | 47            | 41            | 4             | 2             | 41     | 547    | 488    | 32     | 27     |
| M. Kim         | 19       | 4        | 3        | 0        | 1        | 1            | 1            | 0            | 1            | 0            | 2         | 5         | 1         | 1         | 3         | 5             | 10            | 2             | 1             | 7             | 27     | 20     | 6      | 3      | 11     |
| A. Klineman    | 30       | 470      | 378      | 62       | 30       | 4            | 59           | 43           | 9            | 7            | 2         | 37        | 30        | 3         | 4         | 2             | 23            | 17            | 4             | 2             | 38     | 589    | 468    | 78     | 43     |
| L. Partenio    | 21       | 88       | 80       | 6        | 2        | 2            | 10           | 8            | 1            | 1            | 2         | 6         | 6         | 0         | 0         | 6             | 71            | 56            | 9             | 6             | 31     | 175    | 150    | 16     | 9      |
| S. Sansonna    | 32       | 2        | 1        | 1        | -        | 4            | -            | -            | -            | -            | 2         | -         | -         | -         | -         | 2             | 2             | 2             | -             | -             | 40     | 4      | 3      | 1      | -      |
| N. Signorile   | 31       | 40       | 21       | 9        | 10       | 4            | 9            | 4            | 3            | 2            | 2         | 2         | 1         | 0         | 1         | 3             | 3             | 2             | 0             | 1             | 40     | 54     | 28     | 12     | 14     |
| E. Zanette     | 17       | 13       | 10       | 3        | 0        | 1            | 7            | 6            | 0            | 1            | 2         | 5         | 4         | 1         | 0         | 6             | 28            | 26            | 1             | 1             | 26     | 53     | 46     | 5      | 2      |

P = presenze; PT = punti totali; AV = attacchi vincenti; MV = muri vincenti; BV = battute vincenti